# Our (Jura)
Pour les articles homonymes, voir Our.
Our est une commune française située dans le département du Jura
Cet article possède un paronyme, voir Ornans.

## Géographie

### Climat
Pour des articles plus généraux, voir Climat de la Bourgogne-Franche-Comté et Climat du département du Jura.
En 2010, le climat de la commune est de type climat des marges montargnardes, selon une étude du Centre national de la recherche scientifique s'appuyant sur une série de données couvrant la période 1971-2000. En 2020, Météo-France publie une typologie des climats de la France métropolitaine dans laquelle la commune est exposée à un climat semi-continental et est dans la région climatique  Jura, caractérisée par une forte pluviométrie en toutes saisons (1 000 à 1 500 mm/an), des hivers rigoureux et un ensoleillement médiocre. 
Pour la période 1971-2000, la température annuelle moyenne est de 10,5 °C, avec une amplitude thermique annuelle de 17,3 °C. Le cumul annuel moyen de précipitations est de 1 045 mm, avec 12,7 jours de précipitations en janvier et 9 jours en juillet. Pour la période 1991-2020, la température moyenne annuelle observée sur la station météorologique de Météo-France la plus proche, « Dole », sur la commune de Dole à 12 km à vol d'oiseau, est de 11,6 °C et le cumul annuel moyen de précipitations est de 1 023,0 mm. 
La température maximale relevée sur cette station est de 40 °C, atteinte le 31 juillet 2020 ; la température minimale est de −24 °C, atteinte le 10 janvier 1985,,. 
Les paramètres climatiques de la commune ont été estimés pour le milieu du siècle (2041-2070) selon différents scénarios d'émission de gaz à effet de serre à partir des nouvelles projections climatiques de référence DRIAS-2020. Ils sont consultables sur un site dédié publié par Météo-France en novembre 2022.

## Urbanisme

### Typologie
Au 1er janvier 2024, Our est catégorisée commune rurale à habitat dispersé, selon la nouvelle grille communale de densité à sept niveaux définie par l'Insee en 2022.
Elle est située hors unité urbaine. Par ailleurs la commune fait partie de l'aire d'attraction de Dole, dont elle est une commune de la couronne,. Cette aire, qui regroupe 87 communes, est catégorisée dans les aires de 50 000 à moins de 200 000 habitants,.

### Occupation des sols
L'occupation des sols de la commune, telle qu'elle ressort de la base de données européenne d’occupation biophysique des sols Corine Land Cover (CLC), est marquée par l'importance des forêts et milieux semi-naturels (89,8 % en 2018), une proportion identique à celle de 1990 (89,8 %). La répartition détaillée en 2018 est la suivante :
forêts (88,6 %), terres arables (5,3 %), zones urbanisées (1,9 %), zones agricoles hétérogènes (1,8 %), milieux à végétation arbustive et/ou herbacée (1,2 %), prairies (1,1 %), eaux continentales (0,1 %). L'évolution de l’occupation des sols de la commune et de ses infrastructures peut être observée sur les différentes représentations cartographiques du territoire : la carte de Cassini (XVIIIe siècle), la carte d'état-major (1820-1866) et les cartes ou photos aériennes de l'IGN pour la période actuelle (1950 à aujourd'hui).

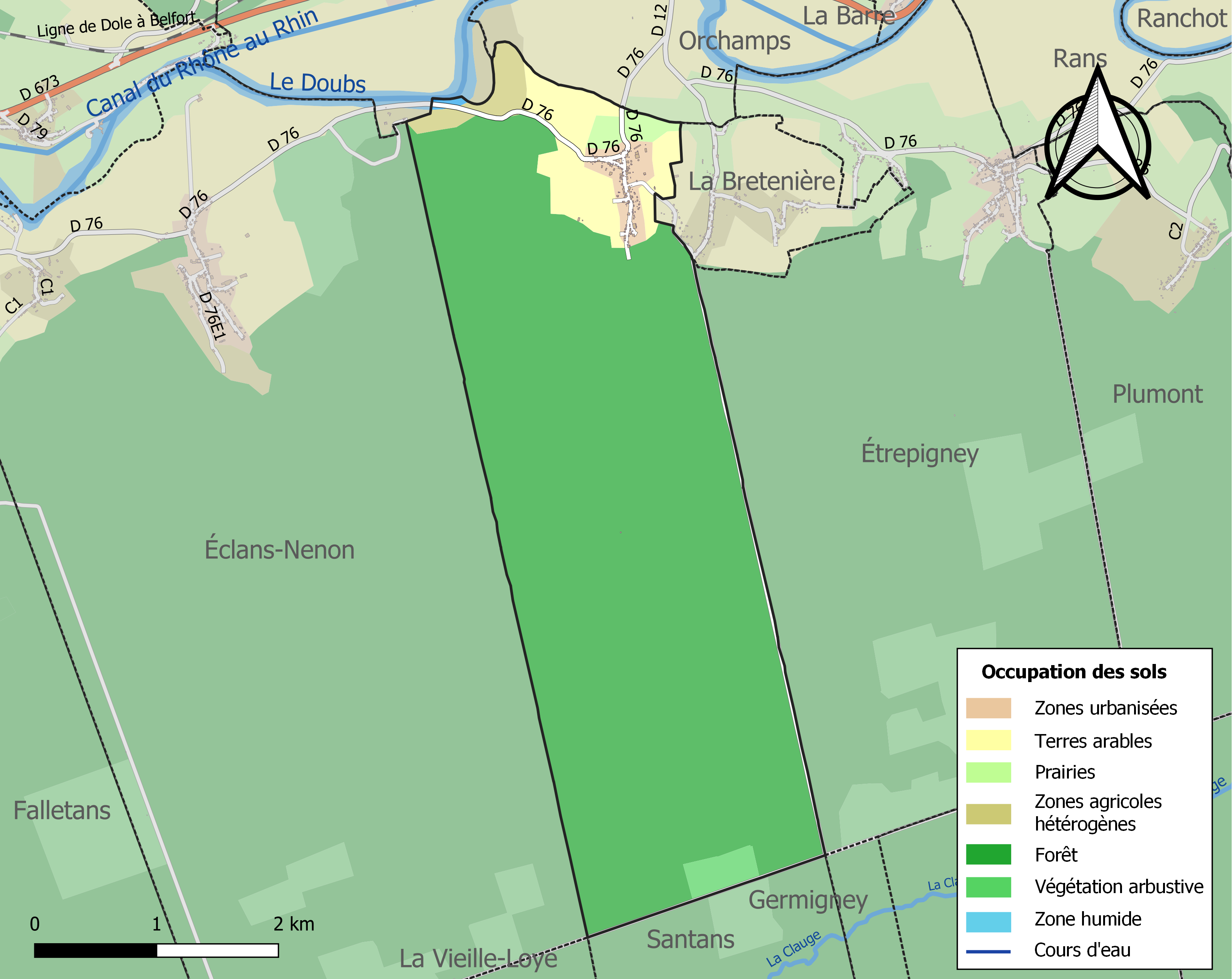
Carte des infrastructures et de l'occupation des sols de la commune en 2018 (CLC).

## Toponymie
Autant la plupart des noms des villages proches trouvent leurs origines dans la présence burgonde (Eclans, Lavans, Orchamps, Sermange, etc.), autant « Our » est une énigme que l'on partage avec un village et une rivière de la Wallonie belge mais également avec une commune des Hauts-de-France (Ors). Les transcriptions les plus anciennes du XIIe siècle font référence à Ort, Orz, Ors (dans l'obédiencier de l'abbaye Saint-Paul de Besançon ou dans le cartulaire des comtes de Bourgogne). Le hour en ancien français signifie « à l'extérieur », la " Our" est aussi la "chance"… Une hypothèse plus solide pourrait être trouvée dans le roman ortz ou orts (« jardin » ou « verger », du latin hortus), pour autant cela peut renvoyer à la présence du plantigrade qu'est l'ours… Cela demeure donc une interrogation sans réponse.

## Histoire

### Héraldique
Ce blason qui ne correspond pas aux normes classiques et établies de l'héraldique a été remis par Roland Bobbet à l'occasion de la fête communale en juillet 1972 à Maurice Poux, alors maire.
|  | Les armes de la commune se blasonnent ainsi : Parti : au premier de gueules à l'épée d'argent garnie d'or, aux deux clefs du même passées en sautoir, les pannetons vers l'intérieur, brochant sur la lame de l'épée, au second de sinople à la campenne (cloche) d'or ; à la fasce ondée abaissée d'argent brochant en pointe sur le parti. |

## Politique et administration
| Période    | Période       | Identité           | Étiquette | Qualité  |
| ---------- | ------------- | ------------------ | --------- | -------- |
| avant 1981 | 1983          | Lucien Besson      |           |          |
| avant 1988 | ?             | Gilbert Ménétrier  |           |          |
| mars 2001  | mars 2008     | Christian Godet    |           |          |
| mars 2008  | mars 2014     | Laurence Bourdeaux |           |          |
| mars 2014  | décembre 2018 | Jean-Claude Morel  | SE        | Retraité |
| mars 2019  | En cours      | Segundo Alfonso    | DVD       | Retraité |

## Démographie
L'évolution du nombre d'habitants est connue à travers les recensements de la population effectués dans la commune depuis 1793. Pour les communes de moins de 10 000 habitants, une enquête de recensement portant sur toute la population est réalisée tous les cinq ans, les populations de référence des années intermédiaires étant quant à elles estimées par interpolation ou extrapolation. Pour la commune, le premier recensement exhaustif entrant dans le cadre du nouveau dispositif a été réalisé en 2008.

En 2022, la commune comptait 148 habitants, en évolution de +6,47 % par rapport à 2016 (Jura : −0,81 %, France hors Mayotte : +2,11 %).
| 1793 | 1800 | 1806 | 1821 | 1831 | 1836 | 1841 | 1846 | 1851 |
| ---- | ---- | ---- | ---- | ---- | ---- | ---- | ---- | ---- |
| 210  | 190  | 217  | 261  | 262  | 292  | 309  | 315  | 268  |

| 1856 | 1861 | 1866 | 1872 | 1876 | 1881 | 1886 | 1891 | 1896 |
| ---- | ---- | ---- | ---- | ---- | ---- | ---- | ---- | ---- |
| 246  | 241  | 235  | 202  | 192  | 170  | 177  | 162  | 155  |

| 1901 | 1906 | 1911 | 1921 | 1926 | 1931 | 1936 | 1946 | 1954 |
| ---- | ---- | ---- | ---- | ---- | ---- | ---- | ---- | ---- |
| 156  | 155  | 140  | 134  | 147  | 155  | 123  | 119  | 111  |

| 1962 | 1968 | 1975 | 1982 | 1990 | 1999 | 2006 | 2008 | 2013 |
| ---- | ---- | ---- | ---- | ---- | ---- | ---- | ---- | ---- |
| 87   | 104  | 102  | 118  | 140  | 169  | 161  | 159  | 142  |

| 2018 | 2022 | - | - | - | - | - | - | - |
| ---- | ---- | - | - | - | - | - | - | - |
| 142  | 148  | - | - | - | - | - | - | - |

### Les dénombrements duXVesiècleauXVIIIesiècle
(mars 2022).
Si vous disposez d'ouvrages ou d'articles de référence ou si vous connaissez des sites web de qualité traitant du thème abordé ici, merci de compléter l'article en donnant les références utiles à sa vérifiabilité et en les liant à la section « Notes et références ».
Les dénombrements sont réalisés par le souverain, soit pour des raisons militaires (1614 et 1657 : comptages des habitants pour constituer les milices afin de faire face au danger français), soit pour des raisons fiscales (1679/83/88). Ainsi après l'annexion par la France en 1678, fallait-il connaître l'état des richesse des paroisses afin de les imposer.
Le premier comptage est réalisé à la fin du règne de Charles le Téméraire. Le document original a disparu ; il s'agit d'une copie que l'on doit à Dunant en 1778 (Dunant,Statistique de Franche Comté, bibliothèque de Besançon). Elle semble assez approximative pour le village.
Ces documents décrivent souvent le nombre de maisons (douze en 1688) et l'état du cheptel. De manière générale ils permettent d'une part de mesurer l'impact de la guerre de Dix ans sur le village d'Our mais aussi d'en découvrir la relative richesse en comparaison des paroisses ou communautés villageoises alentour. (cf. la note du subdélégué en 1688 justifiée eu égard au cheptel rapporté au nombre d'habitants.)
- 1476 : 6 feux (4,5 habitants par feu) in Dunant, bibliothèque de Besançon (pour information, il s'agit ici de feux fiscaux et non de feux réels donc sans prise en compte des plus pauvres).
- 1610 : Our et Etrepigney : 85 feux.
- 1614 : Our et Etrepigney : 81 feux. Le recensement de 1614 associe les communautés villageoises d’Etrepigney et Our, rendant impossible une comparaison claire avec 1657 afin de prendre la mesure des effets démographiques de la Guerre de Dix ans.
- 1657 : 74 habitants. Our et Etrepigney comptent 176 habitants (visite du 9 février, document signé par Elyon Mour in La population de Franche-Comté recensements nominatifs[18]. Le dénombrement de 1657 ne dresse pas la liste nominative des habitants du village comme cela avait été cependant demandé par le Parlement de Dole.[réf. nécessaire] Ce dénombrement est le dernier de l’époque espagnole.
- 1679 : 14 feux in Comptage du paiement de la dîme (Archives départementales du Doubs G658)
- 1683 : 36 habitants (note du subdélégué : « cette communauté est réputée assez bonne, son territoire très fertile et ses habitants sont riches », Annuaire du Jura, 1869)
- 1688 : 69 habitants selon Estat de dénombrement général...dans le comté de Bourgogne, Gallica
- 1704 : « 25 ménages » selon Mémoire et supplication des habitants d'Our pour l'archevêque de Besançon, archives départementales du Jura 3V6.
- 1778 : 38 feux in Dunant, Statistique de Franche Comté, bibliothèque de Besançon.

## Lieux et monuments
Église d'Our : il existe une église depuis le XIe siècle au moins (attestée dans un document de 1088). L'église actuelle, très souvent remaniée, date de 1757 (architecte Attiret) et le clocher a été reconstruit en 1861.
Cette église est placée sous le vocable des apôtres Pierre et Paul, depuis les origines (fondation par l'abbaye Saint-Paul de Besançon). Au XVIIe siècle, une chapelle Sainte-Anne lui a été ajoutée par la famille Mour qui en a fait sa chapelle familiale.
Après les lourds remaniements du XIXe siècle, il ne reste aucune trace de cette chapelle ni dans la mémoire collective ni sur le terrain.
Il existe sur la commune d'Our, plus exactement dans les bois communaux, un four à pain dernier vestige des « barraques du 5 »... il s'agit d'une construction bois sur bois de type izba. Cette construction est inscrite à l'inventaire supplémentaire des monuments historiques.
On note dès le XVIIe siècle dans les registres paroissiaux (paroisse d'Etrepigney/la Bretenière/Our in archives départementales) (notation en marge : « au bois ») l'existence d'une communauté de bûcherons et de charbonniers.
« Les barraques du 5 » ont été abandonnées à l'entre deux guerres.
Le four quant à lui illustre la pérennité d'une construction de four très primitive déjà connue en Gaule.
L'association « villages de la forêt de Chaux » a reconstitué un four identique aux barraques du 14 à la Vieille Loye.

## Sources